# Hárskút (Veszprémi)
Hárskút is een plaats (község) en gemeente in het Hongaarse comitaat Veszprém. Hárskút telt 651 inwoners (2001).